# 하늘을 나는 고양이
하늘을 나는 고양이(The Flying Cat)는 1952년에 만들어진 톰과 제리 시리즈 중의 63번째 작품이다.

## 줄거리
톰이 카나리아를 잡으려고 새장을 훔쳐가다가 제리가 발을 걸어 카나리아는 새장째로 나무에 부딪히는데, 정신을 차리고 보니 톰이 제리를 쫓고 있었다. 카나리아는 톰으로부터 제리를 구해주고, 톰은 막대기를 타고 높은 곳에 있는 집에서 제리를 꺼내려다 카나리아가 막대 밑에 바퀴를 설치해놔 굴러가던 막대는 결국 한 집의 꼭대기 층을 파괴해버린다. 톰은 파괴해버린 꼭대기 층의 서랍 속의 물건을 날개로 쓰면 좋겠다고 생각하고 톰은 날개를 만들어 높은 곳에 있는 제리를 향해 날아간다.
제리는 톰이 하늘을 날고 있다는 사실을 자고 있는 카나리아에게 알려준다. 카나리아는 믿지 않으면서 집 밖으로 나가지만 톰에게 쫓기운다. 그러다 종에 부딪힌다. 제리와 카나리아는 지붕을 뒤집어놓고 뒤집어놓은 지붕의 못에 엉덩이가 찔린 톰은 물에 빠지는데 엉덩이에 찍힌 구멍으로 물이 나와서 꽃에 물을 준다.
제리는 집 기둥을 타고 내려오지만 톰에게 붙잡히고, 카나리아는 톰의 날개에 달린 끈을 풀어 날개가 떨어지게 한다. 카나리아는 제리의 꼬리를 붙잡고 기차 터널로 도망친다. (톰은 날개를 다시 연결했다.) 톰도 카나리아를 따라 기차 터널로 들어간다. 그러나 기차가 와서 톰은 날아가버려 기차 신호등이 된다. 기차의 끝에 탄 제리와 카나리아는 서로 악수를 한다.

## 이전편
고양이의 낮잠 (Cat Napping)

## 다음편
오리의 의사 (The Duck Doctor)